# Útes Vahtrepa
Útes Vahtrepa nebo klif Vahtrepa či útes/klif Kallaste, estonsky Vahtrepa pank nebo Kallaste pank, je vnitrozemský vápencový a jílovcový útes/klif ve vesnici Vahtrepa na ostrově Hiiumaa, v chráněné oblasti Kallaste, v kraji Hiiumaaa v Estonsku.

## Další informace
Útes Vahtrepa je asi 0,5 km dlouhý a až 7,5 m vysoký sráz, místy s nálezy fosilií mořských organismů. Je to jedno z nejreprezentativnějších nalezišť fosilií svého druhu v celém Estonsku. Vznikl erozivní činností moře a v minulosti se nacházel přímo na pobřeží. Vyskytuje se zde také několik druhů chráněných rostlin. Místo je také opředeno legendami o draku, ďáblu, kovárně aj. a je památkově chráněné od 26. září 1962. Útes je přístupný z parkoviště od silnice Hilleste - Hellamaa nebo z turistické trasy Heltermaa-Ristna-Sarve (Heltermaa-Ristna-Sarve haru). V blízkosti se také nachází tábořiště RMK Remmelko lõkkekoht.

## Galerie

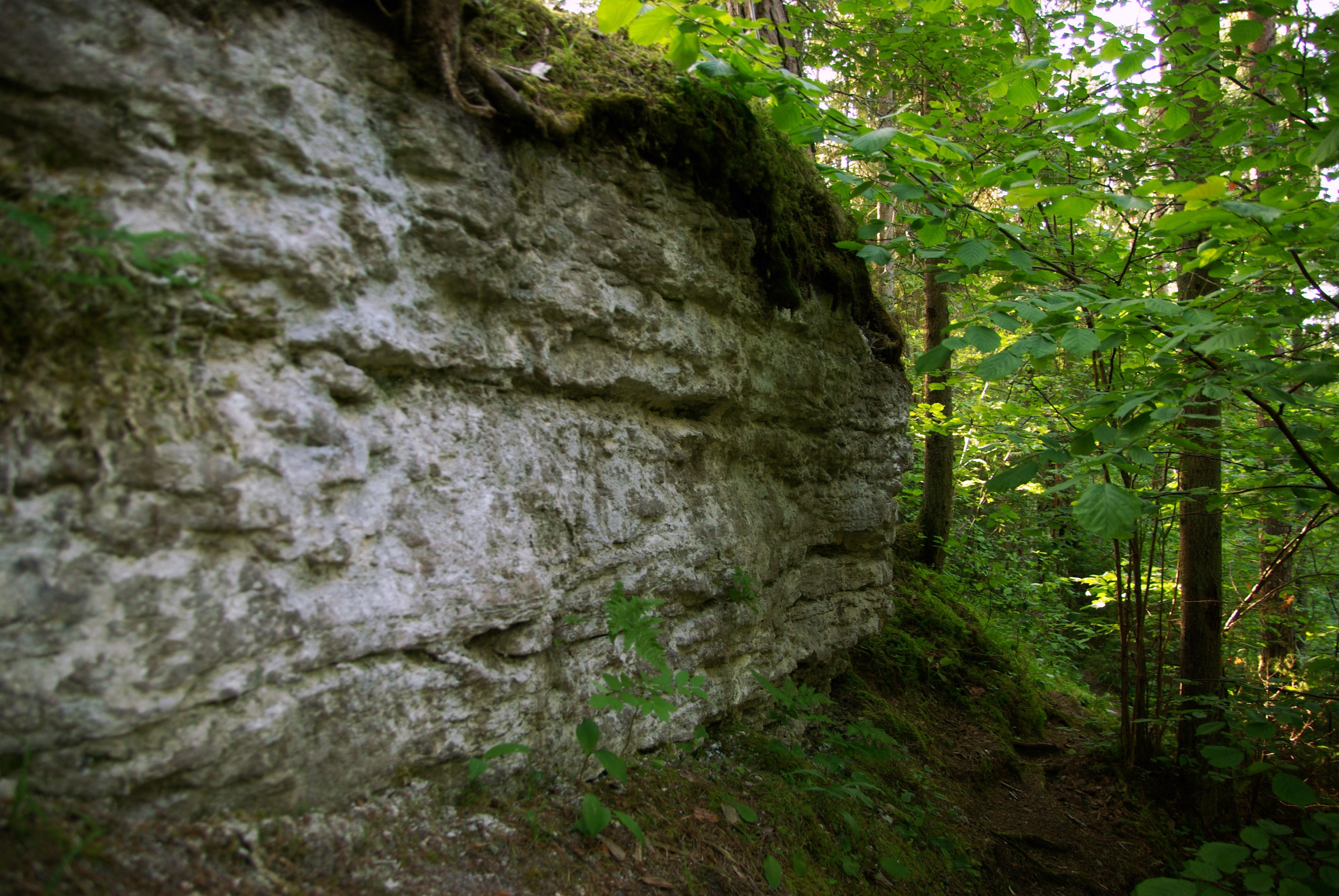
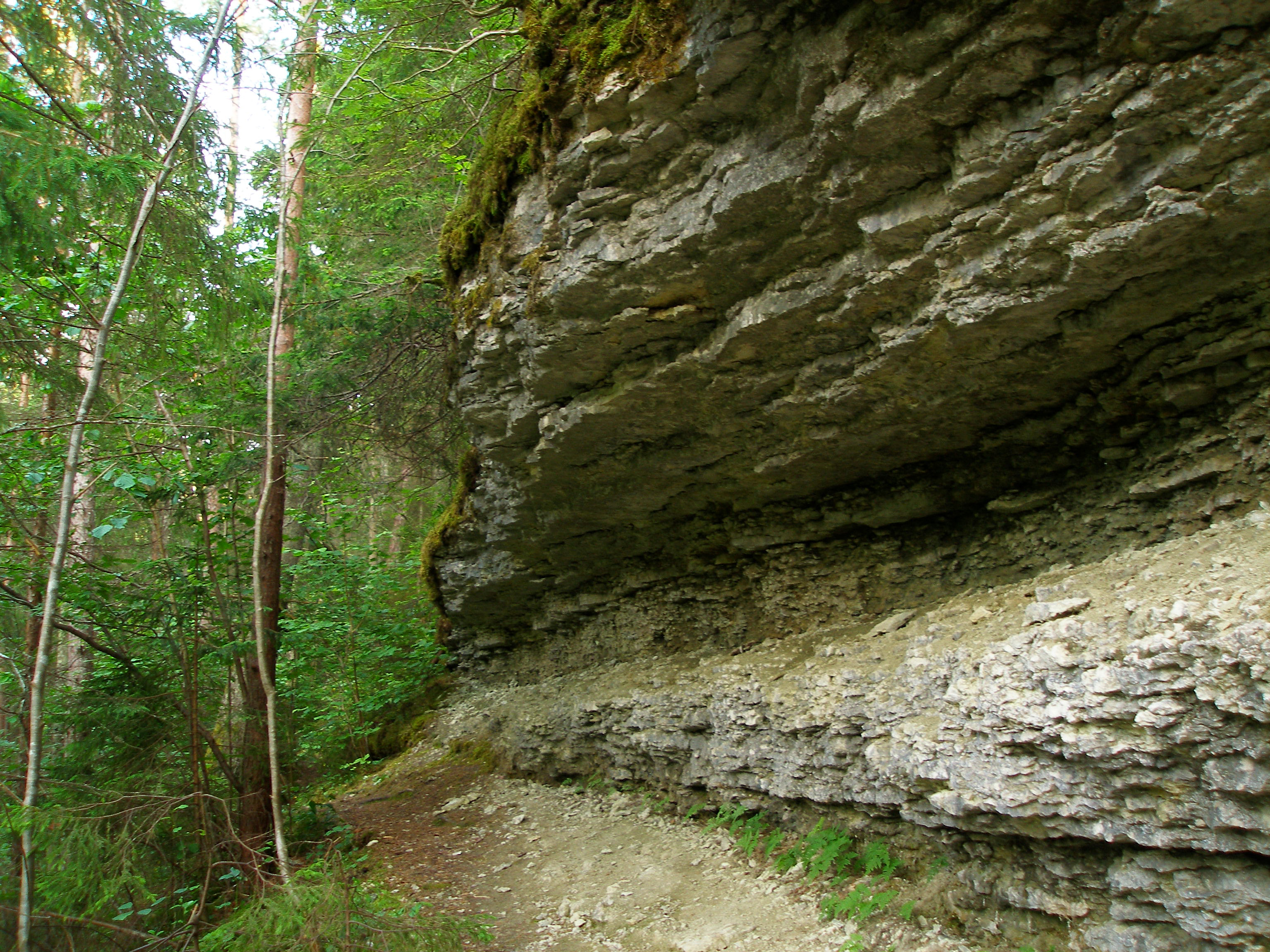